# Écrits chrétiens de Dunhuang
618–690
705–907
Les Ecrits chrétiens de Dunhuang sont des textes chrétiens en langue chinoise en relation avec la première période d'existence du christianisme en Chine, à la suite de la mission, au VIIe siècle, d'Alopen, évêque de l'église d'Orient de Perse et l'un des fondateurs de l'Église nestorienne en Chine.
Ces quelques manuscrits (entre 5 et 7) ont été retrouvés parmi les 50 000 manuscrits de Dunhuang dans la grotte 17 de Mogao (province du Gansu en Chine) redécouverte en 1900, et étudiée par Paul Pelliot en 1908. Cette grotte ayant été close aux environs de l'an 1000, les documents de cette "bibliothèque" sont datés de 635 aux environs de l'an 1000. Ils montrent une certaine interaction avec la terminologie bouddhiste et taoïste. Quatre de ces ouvrages sont aujourd'hui dans une collection privée au Japon et un autre à Paris.

## Titre de la collection

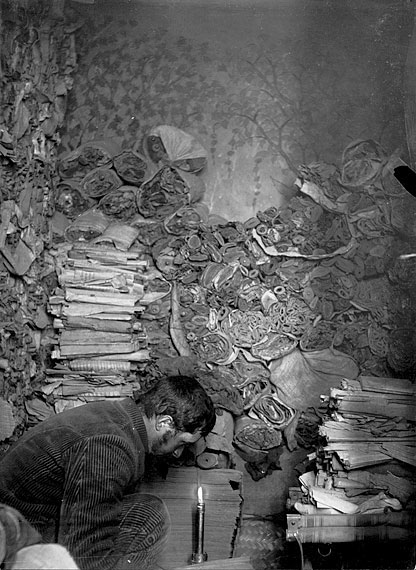
Pelliot examinant des manuscrits dans les grottes de Mogao, 1908, Musée Guimet.

Il n'y a pas de nom convenu pour cette collection de textes dans son ensemble. L'érudit japonais Saeki les a décrits comme les "Documents Nestoriens," terme qui a continué à être utilisé dans les études qui ont suivi. Les chercheurs plus récents ont actuellement tendance à écarter le terme "nestorien" comme potentiellement dépréciatif et utilisent simplement le terme chinois d'Écrits "Jingjiao" (Religion lumineuse), d'après le terme employé dans ces écrits (et dans la stèle de Xi'an) pour désigner la religion chrétienne.
Étant donné la présence d'une terminologie bouddhiste dans ces Écrits, Martin Palmer a tenté de les décrire collectivement comme des "Sutras". Cependant cette désignation est remise en cause pour diverses raisons.
D'une part, ces écrits sont désignés dans leur titre comme des "Discours" ou "Traités" (Lùn 論), ou comme des "Livres" (Jīng 經).Or, ce dernier terme est également utilisé dans le confucianisme pour désigner les "Quatre Livres et Cinq Classiques" (四書五經) et en chinois moderne pour la Bible (Shengjing ; 聖經).
D'autre part, si l'on trouve effectivement dans ces écrits une forte imprégnation du vocabulaire bouddhiste, la chose est également vraie de la terminologie taôiste. Il n'y a donc pas lieu de prendre un terme sanscrit à connotation bouddhiste pour désigner ces ouvrages chinois chrétiens.
Ces textes sont à mettre en relation avec d'autres découvertes (stèles, pierres tombales...) témoignant de la présence de la "Religion lumineuse" (Jingjiao) de l'Occident (Daqin : ce terme désignait l'Empire romain, ou sa partie syrienne... ce qui, vu de Chine, est déjà l'Extrême occident).

## Edition et interprétation
L'édition des textes (ceci étant vrai des manuscrits, mais aussi des écrits sur stèles) est compliquée du fait de l'ancienneté des supports parfois dégradés et de l'état parfois lacunaire des textes, et ce d'autant plus que ces textes (à l'exception notable du "Livre sur l'Origine des origines") ne nous sont parvenus qu'à travers des exemplaires uniques.
Mais si le travail d'édition est difficile, celui de leur interprétation l'est plus encore dans la mesure où ces écrits utilisent des termes empruntés au vocabulaire taoïste ou bouddhiste pour tenter de rendre des concepts chrétiens inconnus dans la Chine d'alors. De plus ils intègrent des mots étrangers, syriaques, persans, sogdiens ou autres, qui sont alors approximativement transcrits en caractères chinois et pour lesquels il convient de retrouver l'hypothétique source pour tenter de les comprendre. Enfin la prononciation de certains sinogrammes ayant changé depuis la période Tang, il est parfois nécessaire de retrouver la prononciation originale particulièrement lorsqu'il s'agit de termes d'origine étrangère ou de nom propres.
Toutes ces difficultés expliquent en partie les différences parfois importantes que l'on rencontre entre les traductions existantes. Toutefois d'autres éléments, comme des a priori - par exemple une approche délibérément syncrétiste, comme cela fut reproché à Palmer- peuvent aussi biaiser l'interprétation des textes.

## Les textes
Pour limiter les risques de confusion, les Écrits sont indiqués sur la base de leur support, et leurs noms sont donnés de la manière le moins équivoque possible : titre courant, romanisation pinyin avec indication des tons, titre en chinois, et, lorsque nécessaire, traduction du titre complet.
- Manuscrit Pelliot chinois no 3847, souvent abrégé P. 3847

Découvert en 1908 par le sinologue français Paul Pelliot dans la grotte 17 de Mogao (la fameuse "bibliothèque") à Dunhuang (Chine) le manuscrit est conservé à la Bibliothèque nationale de France in Paris. (BNF Pelliot chinois 3847)
Texte de 689 caractères, sur 46 colonnes.
Le manuscrit est composé de 3 parties :
1. Hymne de louange à la Trinité (Dàqín jǐngjiào sān-wēi méng dù zàn ; 大秦景教三威蒙度讚 : Hymne de louange pour le salut accompli par les Trois Majestés de la Religion Lumineuse de l'Occident[2]). Le titre est répété à la fin, en précisant "yi-juan ; 一卷  : un rouleau". Cet hymne est mentionné avec un titre abrégé Livre de louange aux Trois Majestés 三威讚經 (sān wēi zàn jīng) parmi les ouvrages cités (le n° 25') dans la seconde partie du manuscrit.
2. Personnes vénérables et Livres admis (Zūn jīng ; 尊經). Le titre a aussi été interprété "Livres des Vénérables". Il énumère d'une part une liste de saints chrétiens, et d'autre part une liste d'Écrits chrétiens.
3. Une note finale sur quatre colonne, d'une écriture différente, mais sur la même feuille que la fin du Zunjing, indiquant que sur les 130 écrits chrétiens existant "en langue étrangère", seuls une trentaine ont été traduits en chinois par le moine Jingjing (Adam).

Ces documents ont été assemblés en un seul rouleau antérieurement à son stockage dans la "bibliothèque de Mogao"
- Manuscrit Tonkō-Hikyū no 13.

Le Livre de la profonde et mystérieuse béatitude (Zhìxuán ānlè jīng ; 志玄安樂經). Le manuscrit, incomplet au début, se compose de 2596 caractères (dont certains détériorés, et on estime qu'il devait à l'origine en contenir 2685), arrangés en 159 colonnes.
Collection Tonkō-Hikyū, manuscrit no. 13, bibliothèque Kyōu Shooku, Osaka, Japon.Ce manuscrit est à la "Kyōu shooku", la Bibliothèque de la Fondation Takeda à Osaka, Japon.
Un écrit de ce titre (Zhixuan anle jing ; 志玄安樂經) est mentionné dans l'écrit "Zunjing" (Le livre des Bienheureux ; Pelliot 3847 b)
- Manuscrit Tonkō-Hikyū no 31.

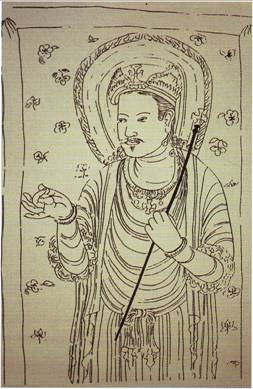
Image (reconstruite) de Jésus-Christ ou d'un saint, d'après une peinture sur soie trouvée dans la grotte 17 de Mogao, datant du IXe siècle.

Livre sur l'Origine des origines. (Dàqín jǐng jiào xuānyuán běn jīng ; 大秦景教宣元本經 : Livre de la Lumineuse religion de l'Occident sur l'Origine des origines). Le texte correspond, à quelques variantes près, à celui qui est gravé sur la colonne de Luoyang. Collection Tonkō-Hikyū, manuscrit no. 31, bibliothèque Kyōu Shooku, Osaka, Japon. Ce manuscrit est à la "Kyōu shooku", la Bibliothèque de la Fondation Takeda à Osaka, Japon.
Un écrit de ce titre (Xuanyuan zhiben jing ; 宣元至本經) est mentionné dans l'écrit Zunjing (Le livre des Bienheureux : Pelliot 3847 b)
- Manuscrit Tonkō-Hikyū no 460. Parfois désigné comme "Manuscrit Tomioka".

La désignation de ce manuscrit Yishen lun : Traité sur le Dieu unique (Yī shén lùn juǎn dì sān ; 一神論巻第三 : Traité sur le Dieu unique, en trois parties) provient d'un titre final, qui correspond généralement au titre du document complet. Ce rouleau de plus de 6 mètres de long est composé de 6950 caractères en 405 colonnes. Son authenticité a été parfois contestée. Collection Tonkō-Hikyū, manuscrit no. 460, bibliothèque Kyōu Shooku, Osaka, Japon. Il se compose de trois traités, numérotés, mais assemblés dans le désordre, sans relations claire entre eux.
1. Paraboles (Yù dì èr ; 喻第二 : Paraboles, partie 2) (Colonnes 1-60)
2. Traité sur le Dieu unique (Yītiān lùn dì yī ; 一天論第一 : Traité sur le Dieu unique, partie 1). Colonnes. 61– 206;
3. Discours sur l'Honoré du monde et sur la miséricorde. (Shìzūn bùshī lùn dì sān ; 世尊布施論第三 : Discours sur l'Honoré du monde et sur la miséricorde, partie 3). (Colonnes 207– 405)

- Manuscrit Tonkō-Hikyū no 459. Parfois désigné comme "Manuscrit Takakusu".

Livre du Seigneur Messie. (Xùtīng míshīsuǒ jīng ; 序聽迷詩所經). Collection Tonkō-Hikyū, manuscrit no. 459, bibliothèque Kyōu Shooku, Osaka, Japon. Le titre complet précise "yijuan ; 一卷 : 1 rouleau". Le texte est incomplet, et ne conserve que les 170 premières colonnes (2845 caractères)
L'étude des structures du manuscrit a amené à considérer que le manuscrit "Tonkō-Hikyū no 459 (Xuting mishisuo jing)" était la suite immédiate du manuscrit "Tonkō-Hikyū no 460 (Yishen lun)".
Le titre de ce traité a donné lieu à de nombreuses hypothèses qui se retrouvent dans les diverses traductions proposées : "The record of hearing the sutra of the Intercessor" (Zhang), "Jesus-Messiah sutra" (Saeki), " Book of the Lord Messiah" (Nicolini-Zani), "the sutra of Jesus" (Palmer), "Livre de l'obéissance du Messie" (Balmont).

### Soupçon de contrefaçons modernes
Plusieurs auteurs ont récemment contesté l'authenticité de deux autres manuscrits, notamment du fait que l'on ne peut en établir avec certitude la provenance de Dunhuang. Cependant, cette contestation ne fait pas l'unanimité parmi les chercheurs.
- Manuscrit Kojima A : Hymne à la Transfiguration du Grand Saint (Dàqín jǐng jiào dàshèng tōng zhēn guī fǎ zàn ; 大秦景教大聖通真歸法讚 : Hymne à la Transfiguration du Grand Saint de la Religion Lumineuse de l'occident). Ce manuscrit a été volé en 1945 à Tianjin, en Chine, et son emplacement actuel est inconnu.
- Manuscrit Kojima B : était considéré comme la conclusion du "Livre sur l'origine des origines, de la lumineuse religion de l'Occident" (大秦景教宣元本經 ; Dàqín jǐng jiào xuānyuán běn jīng) qui nous est connu par le manuscrit Tonkō-Hikyū no 31. Le texte du manuscrit Kojima B (ayant appartenu à Li Shengduo, vu pour la dernière fois à la bibliothèque de l'université Dōshisha, Kyoto, en 1963) est parfois désigné comme le "Sūtra on the Origin of Origins B"

### Inscriptions à mettre en relation avec les Écrits chrétiens de Dunhuang
- Inscription de la colonne chrétienne de Luoyang, découverte en 2006.

Elle porte un texte intitulé "Livre de la Lumineuse religion de l'Occident sur la proclamation de l'Origine des origines. (Dàqín jǐng jiào xuānyuán zhi běn jīng ; 大秦景教宣元本經) dans une version à peu près identique à celle connue par le manuscrit Tonkō-Hikyū no 31.
- La Stèle nestorienne de Xi'an, découverte en 1625.

Titre : Stèle mémoriale de la propagation à travers l'empire du milieu de la Lumineuse Religion des Syriens (da qin jingjiao liuxing zhongguo bei ; 大秦景教流行中國碑).

## Les traductions
Si l'on ne compte plus les traductions pour la Stèle de Xi'an, celles des Ecrits chrétiens de Dunhuang sont plus rares.
- En 1951, SAEKI ("The nestorian documents and relics in China") outre la traduction de la stèle (p 53), traduit aussi les manuscrits "Tonkō-Hikyū no. 459" (p 125) et "Tonkō-Hikyū no 460" (p 161) qu'il attribue au missionnaire Aluoben, ainsi que les manuscrits "Peliot 3847" (p 266), "Tonkō-Hikyū no 13" (p 281), "Tonkō-Hikyū no 31" (p 312) qu'il complète avec le manuscrit Kojima B (p 313A), ainsi que le manuscrit Kojima A (p 314A), documents qu'il attribue à un certain evêque Mar Cyriaque.
- En 2002, TANG ("A Study of the History of Nestorian Christianity in China...") traduisit :  8.1 Manuscrit Tonkō-Hikyū no 459 ; 8.2 Manuscrit Tonkō-Hikyū no 460 ; 8.3 et 8.4 Pelliot 3847 ; 8.5 Manuscrit Tonkō-Hikyū no 13 ; 8.6 Manuscrit Tonkō-Hikyū no 31 ; 8.7 Manuscrit Kojima A
- En 2014, FERREIRA ("Early Chinese Christianity: The Tang christian monument and other documents") donne outre la traduction de la stèle (p 359), celle du Manuscrit Pelliot 3847 (p 377).
- En 2009, Li TANG ("A preliminary study on the Jingjiao inscription of Luoyang") donna une traduction du texte inscrit sur le pilier de Luoyang, qui corroborait grandement ce que l'on avait du Manuscrit Tonkō-Hikyū no 31.
- En 2021, ZHANG ("The Invention of the Early Tang Bible") fournit une traduction du manuscrit "Tonkō-Hikyū no. 459".
- En 2022, NICOLINI-ZANI : ("The Luminous Way to the East: Texts and History of the First Encounter of Christianity with China") traduit :  A, la Stèle de Xi'an (p 197) ; B, le manuscrit Peliot 3847 (p 222); C, les trois parties du manuscrit Tonkō-Hikyū no 460 (p 233) ; D, le manuscrit Tonkō-Hikyū no. 459 (p 266) ; E, le manuscrit Tonkō-Hikyū no 13 (p 282) ; F, le Livre de l'Origine des origines en se basant sur Manuscrit Tonkō-Hikyū no 31. et sur le texte du pilier de Luoyang (p 298).
- Enfin, en 2025, BALMONT : ("Le christianisme chinois du haut Moyen Âge") traduit :  la Stèle de Xi'an (p 313) ; le Classique de l'origine (p 348) ; le Classique de la béatitude (p 361) ; l'Hymne aux Trois Majestés (p 383) ; le Classique des Vénérables (p 389) ; le Discours du Dieu-un (p 395) ; le Classique du Messie (p 459).

## Ecrits non chinois
Parmi les écrits en sogdien retrouvés à Dunhuang, plusieurs peuvent être reliés à une communauté chrétienne.
Un seul d'entre eux est expressément reconnaissable comme un écrit chrétien. Il s'agit d'un petit fragment d'un texte oraculaire (British Library BL Or. 8212-182) assimilable à ce qui est connu en Occident sous le nom de « Sorts des Apôtres » (sortes apostolorum).
D'autres écrits, non religieux, sont cependant identifiables comme ayant été écrits par des chrétiens ou mentionnant des chrétiens, parfois des prêtres ou des moines. On y retrouve les noms syriaques du prêtre Sargīs (Serge), des moines David, and Gīwargīs (Georges) ; un autre prêtre portant le nom sogdien Wanu-čor est désigné comme « reš ʿedtā » c'est-à-dire « intendant » (en syriaque).